# Marko Baša
Marko Baša (cyr. Марко Баша, ur. 29 grudnia 1982 w Trsteniku) – czarnogórski piłkarz grający na pozycji środkowego obrońcy.

## Kariera klubowa
Baša w połowie Czarnogórcem po ojcu i w połowie Serbem po matce. Marko jest wychowankiem klubu Prva Petoletka Trstenik, z którą grał w rozgrywkach czwartej ligi. W 2000 roku Marko przeszedł do stołecznego OFK Beograd, jednak jako 18-latek nie zagrał w nim żadnego meczu w sezonie 2000/2001 i był tylko zawodnikiem drużyny młodzieżowej. Na rundę jesienną sezonu 2001/2002 został wypożyczony do Proleteru Zrenjanin, w którym grał w pierwszej lidze, a wiosną wrócił do OFK i w jego barwach zadebiutował w ekstraklasie Jugosławii. Już w sezonie 2002/2003 Baša wywalczył miejsce w podstawowej jedenastce OFK i przez trzy kolejne sezony był filarem linii obrony tego klubu. Największym sukcesem w tym okresie było zajęcie 3. miejsca w lidze w 2003 roku oraz występy w Pucharze UEFA.
Latem 2005 Baša przeszedł do francuskiego beniaminka Ligue 1, Le Mans FC. W lidze Serb zadebiutował 31 lipca w przegranym 1:2 meczu z Olympique Lyon. W Le Mans od początku sezonu zaczął grać w pierwszym składzie i zajął z tym klubem 11. pozycję w lidze. Przed sezonem 2006/2007 został wybrany kapitanem zespołu, a z Le Mans utrzymał się w lidze.
Latem 2008 roku Baša odszedł z Le Mans i podpisał czteroletni kontrakt z rosyjskim Lokomotiwem Moskwa. Kosztował 5,5 miliona euro.
| Sezon     | Klub                    | Kraj                | Rozgrywki      | Mecze | Bramki | Rozgrywki Europy                    | Mecze | Bramki |
| --------- | ----------------------- | ------------------- | -------------- | ----- | ------ | ----------------------------------- | ----- | ------ |
| 1998/99   | Prva Petoletka Trstenik | Jugosławia          | 4. liga        | 9     | 3      | -                                   | -     | -      |
| 1999/00   | Prva Petoletka Trstenik | Jugosławia          | 4. liga        | 26    | 22     | -                                   | -     | -      |
| 2000/01   | OFK Beograd             | Jugosławia          | M.Superliga    | 0     | 0      | -                                   | -     | -      |
| 2001/02   | Proleter Zrenjanin      | Jugosławia          | 1. liga        | 12    | 0      | -                                   | -     | -      |
| 2001/02   | OFK Beograd             | Jugosławia          | M.Superliga    | 6     | 0      | -                                   | -     | -      |
| 2002/03   | OFK Beograd             | Serbia i Czarnogóra | M.Superliga    | 23    | 1      | -                                   | -     | -      |
| 2003/04   | OFK Beograd             | Serbia i Czarnogóra | M.Superliga    | 24    | 2      | -                                   | -     | -      |
| 2004/05   | OFK Beograd             | Serbia i Czarnogóra | M.Superliga    | 23    | 1      | -                                   | -     | -      |
| 2005/06   | Le Mans UC 72           | Francja             | Ligue 1        | 32    | 0      | -                                   | -     | -      |
| 2006/07   | Le Mans UC 72           | Francja             | Ligue 1        | 35    | 1      | -                                   | -     | -      |
| 2007/08   | Le Mans UC 72           | Francja             | Ligue 1        | 28    | 5      | -                                   | -     | -      |
| 2008      | Lokomotiw Moskwa        | Rosja               | R.Premier Liga | 11    | 0      | -                                   | -     | -      |
| 2009      | Lokomotiw Moskwa        | Rosja               | Priemjer-Liga  | 12    | 1      | -                                   | -     | -      |
| 2010      | Lokomotiw Moskwa        | Rosja               | Priemjer-Liga  | 22    | 0      | Liga Europy UEFA                    | 1     | 0      |
| 2011      | Lokomotiw Moskwa        | Rosja               | Priemjer-Liga  | 4     | 0      | -                                   | -     | -      |
| 2011–2012 | Lille OSC               | Francja             | Ligue 1        | 22    | 2      | Liga Mistrzów UEFA                  | 4     | 0      |
| 2012–2013 | Lille OSC               | Francja             | Ligue 1        | 34    | 5      | Liga Mistrzów UEFA                  | 6     | 0      |
| 2013/14   | Lille OSC               | Francja             | Ligue 1        | 32    | 2      | -                                   | -     | -      |
| 2014/15   | Lille OSC               | Francja             | Ligue 1        | 12    | 0      | Liga Mistrzów UEFA Liga Europa UEFA | 3 6   | 0 0    |
| 2015/16   | Lille OSC               | Francja             | Ligue 1        | 15    | 0      | -                                   | -     | -      |
| 2016/17   | Lille OSC               | Francja             | Ligue 1        | 23    | 1      | Liga Europa UEFA                    | 1     | 0      |
| 2017/18   | Lille OSC               | Francja             | Ligue 1        | 0     | 0      | -                                   | -     | -      |

## Kariera reprezentacyjna
W 2004 roku Baša został powołany do kadry olimpijskiej reprezentacji Serbii i Czarnogóry na Letnie Igrzyska w Atenach. Tam zagrał we wszystkich grupowych meczach, ale jego drużyna odpadła już w pierwszej fazie turnieju przegrywając wszystkie spotkania.
W pierwszej reprezentacji Serbii i Czarnogóry Baša zadebiutował 8 czerwca 2005 w zremisowanym 1:1 towarzyskim meczu z Włochami.